# Seznam nouzových kolonií v Praze

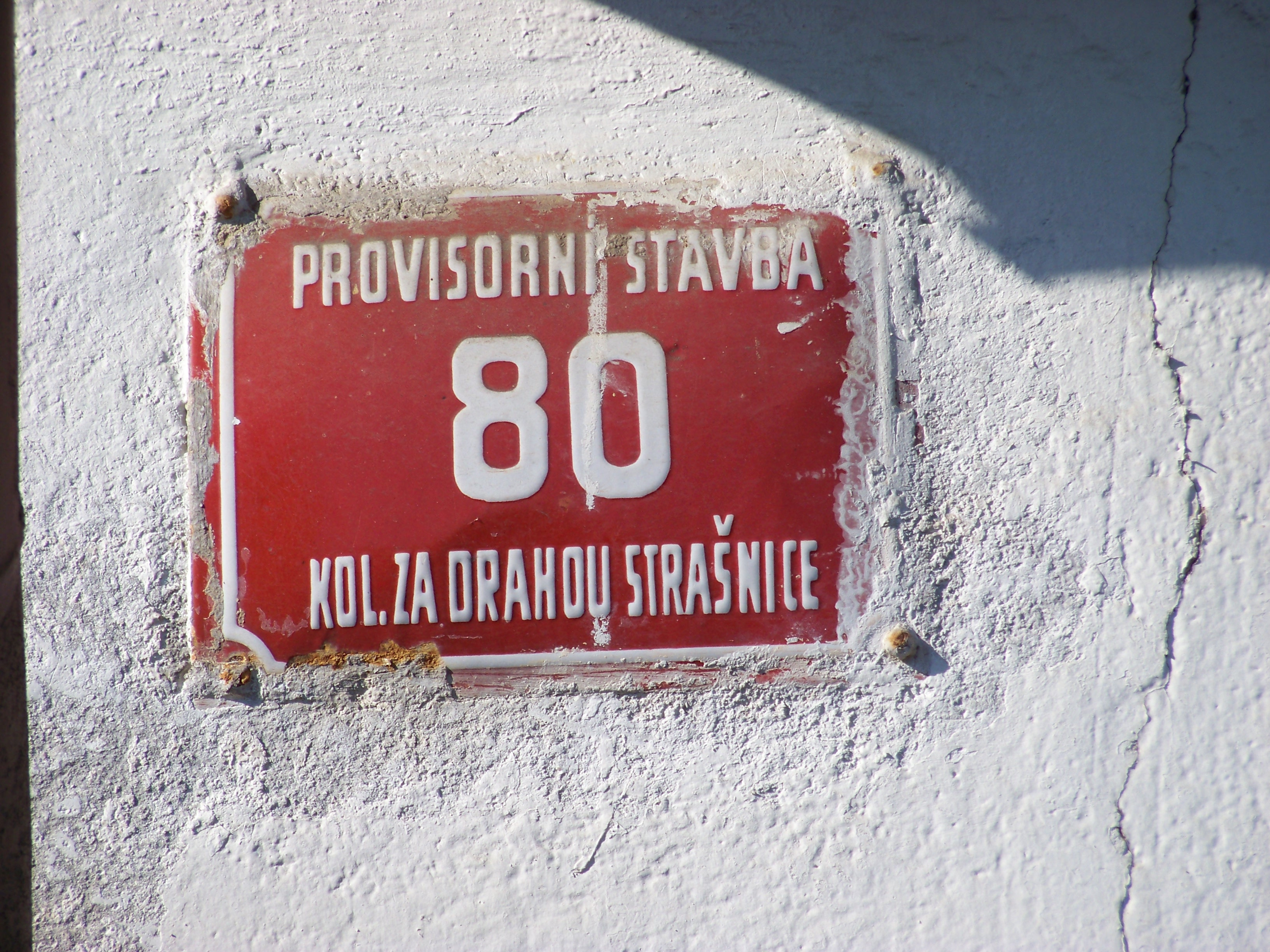
označení nouzové stavby

Toto je neuplný seznam nouzových kolonií v Praze. Ve 20. letech 20. století začaly v prstenci kolem Velké Prahy soubory provizorních staveb obývaných nejchudšími sociálními vrstvami obyvatel, které neměli dostatek financí na bydlení v činžovním nebo rodinném domě. Tyto soubory provizorních domů se nazývaly nouzové kolonie, které vznikaly často na pozemcích, které byly nerentabilní, například obrácené k severu, v příliš příkrém svahu apod. Pražská obec se k jejich vzniku stavěla zpočátku odmítavě, ale později sama začala zakládat vlastní nouzové kolonie jako například Za Aero nebo Arizona. Většina těchto kolonií zanikla po druhé světové válce. Asi nejznámější a jedna z nejrozsáhlejších, která se dochovala dodnes, je bohdalecká kolonie a vedlejší kolonie Na Slatinách. Jako provizorní ubytování studentů existovala také kolonie zvaná Kolonka na Letné.

## Příklady kolonií
Seznam je řazen zhruba ve směru číslování městských obvodů.
- Na Krejcárku (Krejcárek) – Žižkov, v severním svahu nad dnešní ulicí Pod Krejcárkem. Dnes zaniklá.
- Na Dlouhé cestě – Krč, stála na místě dnešního sídliště na rohu ulic Na strži a Jeremenkova v místech tzv. Dlouhé cesty. Dnes zaniklá.
- Na Děkance (Nusle) a U Družstva Klid (Krč) – stála v místech OC Arkády Pankrác a pankráckých mrakodrapů. Dnes zaniklá.[3]
- Mrázovka – Smíchov, stála kolem ulice Mrázovka v úpatí svahu nad tunelem a hotelem NH Prague. Dnes zaniklá.
- Hliník – Motol, (Košíře?), stála v místech dnešního karavanového kempu u hotelu Golf při ulici Plzeňská. Dnes zaniklá.
- U Bulovky – Jinonice, nacházela se na jih od usedlosti Bulovka u bývalého areálu Walterovky. Dnes zaniklá.
- U Tresorie – Jinonice, stávala mezi ulicemi U Trezorky a Na Hutmance také nedaleko Walterovky. Dnes zaniklá.
- Mexiko – Jinonice, stála u ulice Radlická v místech dnešního vojenského výzkumného ústavu u starých Butovic. Tvořily ji dřevěné domky. Dnes zaniklá.
- Arizona – Jinonice, kolmo k ulici Na Vidouli. Dnes zaniklá.
- Na Hájku a Nad Kotlaskou – Libeň, dodnes dochované domky po severním a jižním úbočí kopce Hájek.
- Údolí děsu nebo Klihařka – Libeň, stála v místech dnešních ulic Klihařská a Čuprova pod kopcem Labuťka. Dnes zaniklá.
- Labuťka – Libeň, nad ulicí Čuprova. Zbytky v ulicích Na Labuťce I až Na Labuťce IV, proměněny v zahrádkářskou osadu.
- Prosecká kolonie – Prosek, stávala na místě dnešních panelových domů mezi ulicemi Lovosická a Kytlická. Dnes zaniklá.
- Za Aero – Vysočany, obecní kolonie, která stávala při ulici Kolbenova na východ od ulice Na černé strouze. Dnes zaniklá.
- Před mostem (Hrdlořezy) a Za mostem (Hloubětín) – dodnes dochované domky po obou stranách železničního mostu přes Rokytku tratě z Malešic do Libně na sever od ulice Českobrodská, nedaleko zastávky Kolonie.
- Za Horou – Hloubětín, dodnes dochované domky na východ od kolonie Za mostem blízko Průmyslového polookruhu.
- Čína nebo Indočína – Hloubětín, poslední zbytky kolonie jsou na západ od hloubětínské vozovny a na východ od kolonie Za Aero.
- U potravní daně – Hloubětín. Stála na místě dnešního sídliště Lehovec při ulici Poděbradská. Tvořily ji dřevěné domky. Dnes zaniklá.
- Za Dráhou – Strašnice, dochovaná kolonie ve Strašnicích na jih od ulice Rabakovská.
- Na Slatinách (Slatiny) – Michle, Strašnice. Dodnes nejzachovalejší pražská kolonie, na východ od kolonie Pod Bohdalcem za železniční tratí odstavného nádraží.
- Pod Bohdalcem – Michle, dodnes dochovaná kolonie nacházející se na Bohdalci, jižně od železniční trati.
- Zahrádky – Vršovice, byla první pražskou nouzovou kolonií, stála v místech sportovního areálu v Edenu.[1] Dnes zaniklá.
- studentská kolonie Kolonka na Letné (1921–75) - 10 dřevěných pavilonů určených jako provizorní ubytování pro studenty. Dnes zaniklá (na místě je pomník).[4]

## Galerie

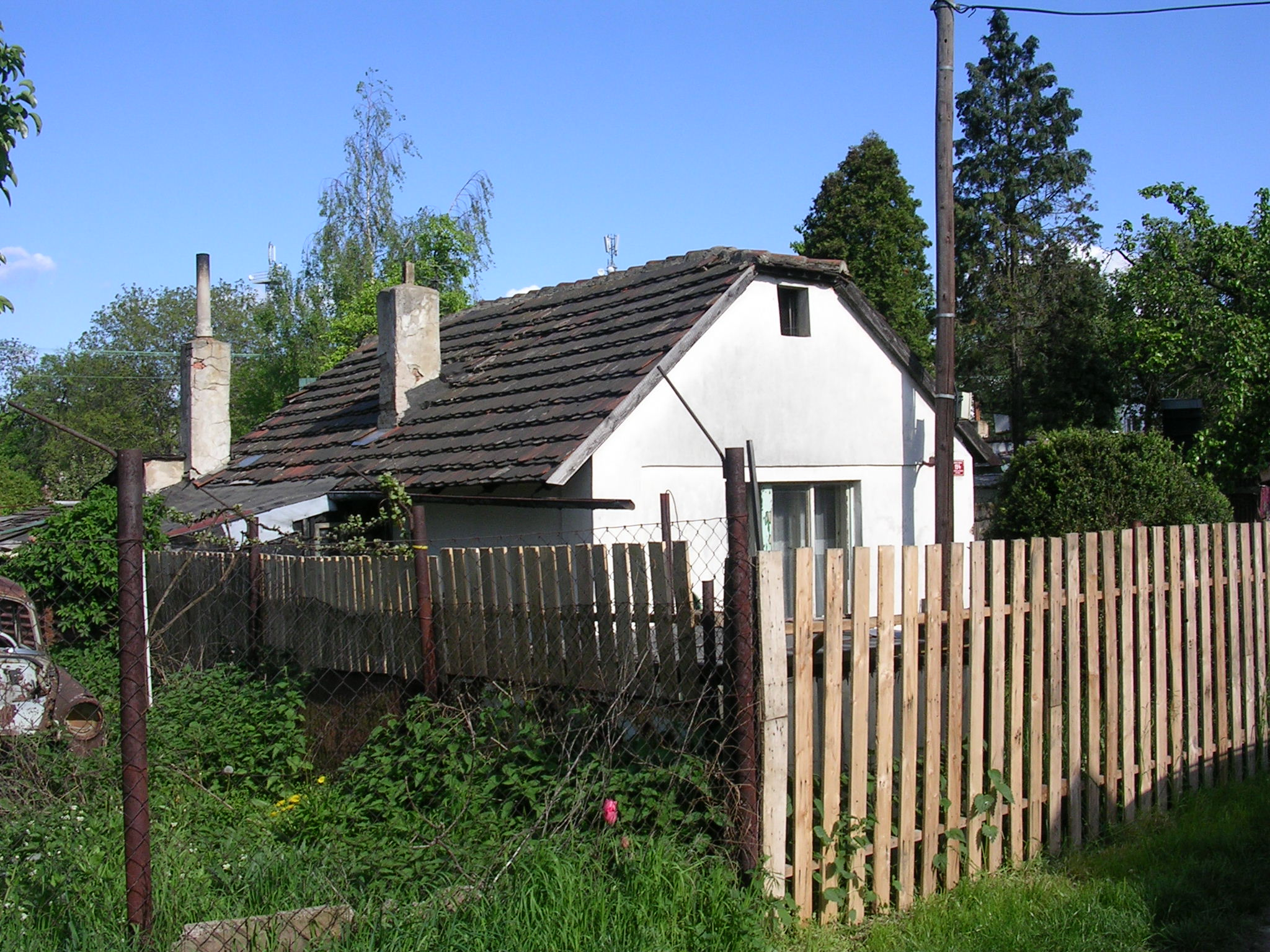
Nouzová kolonie Na Slatinách
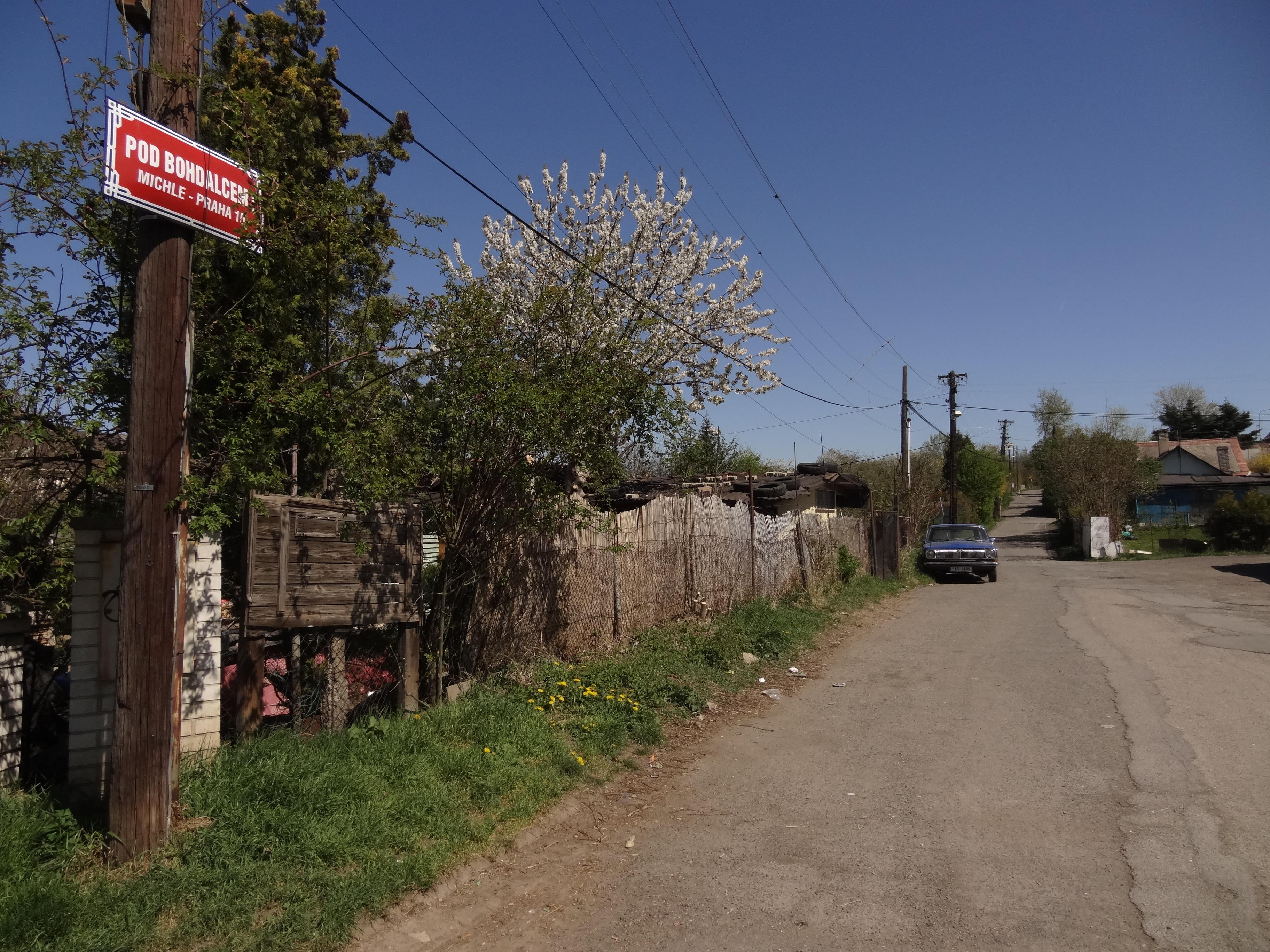
Nouzová kolonie Pod Bohdalcem
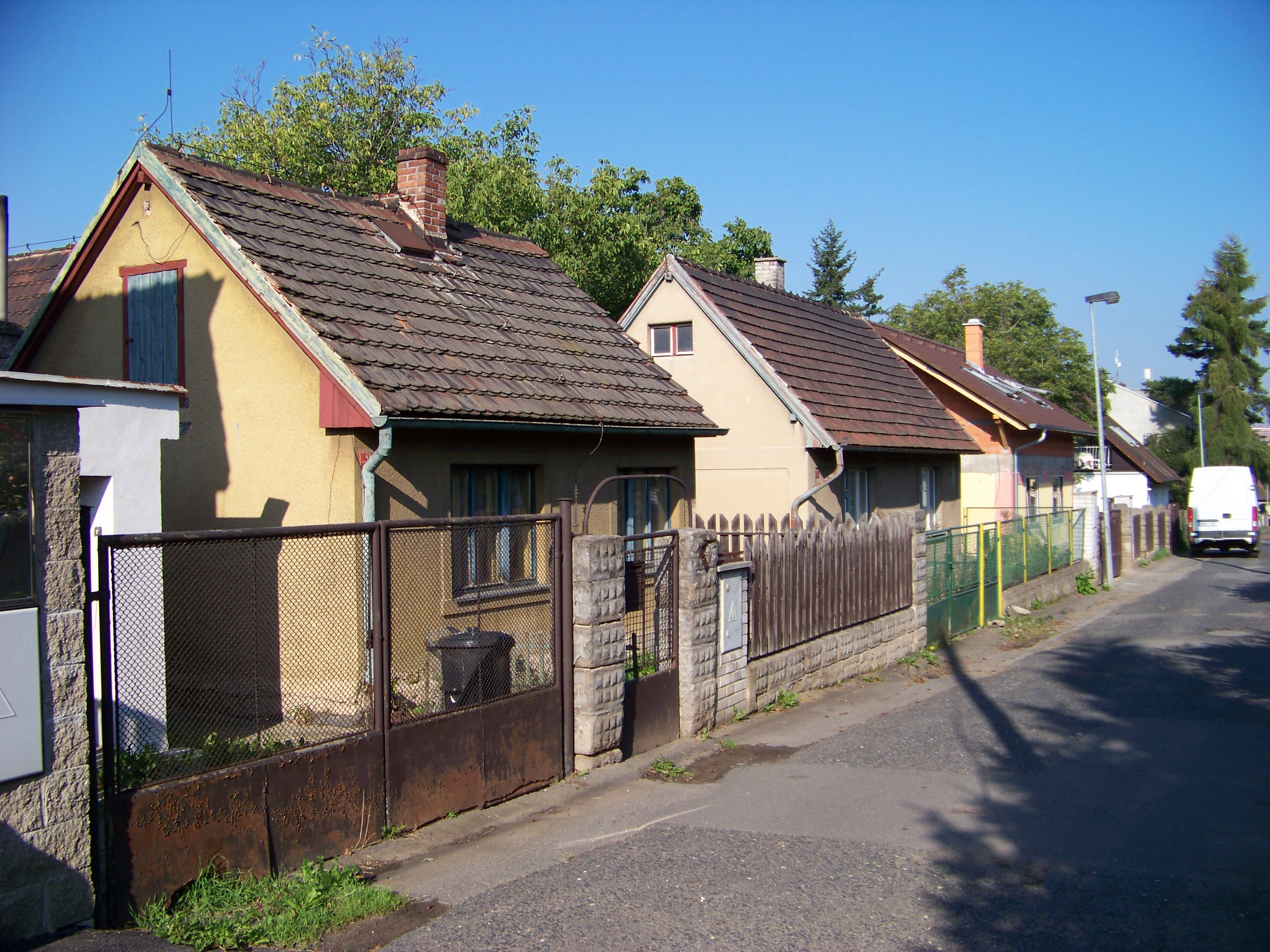
Nouzová kolonie Za dráhou
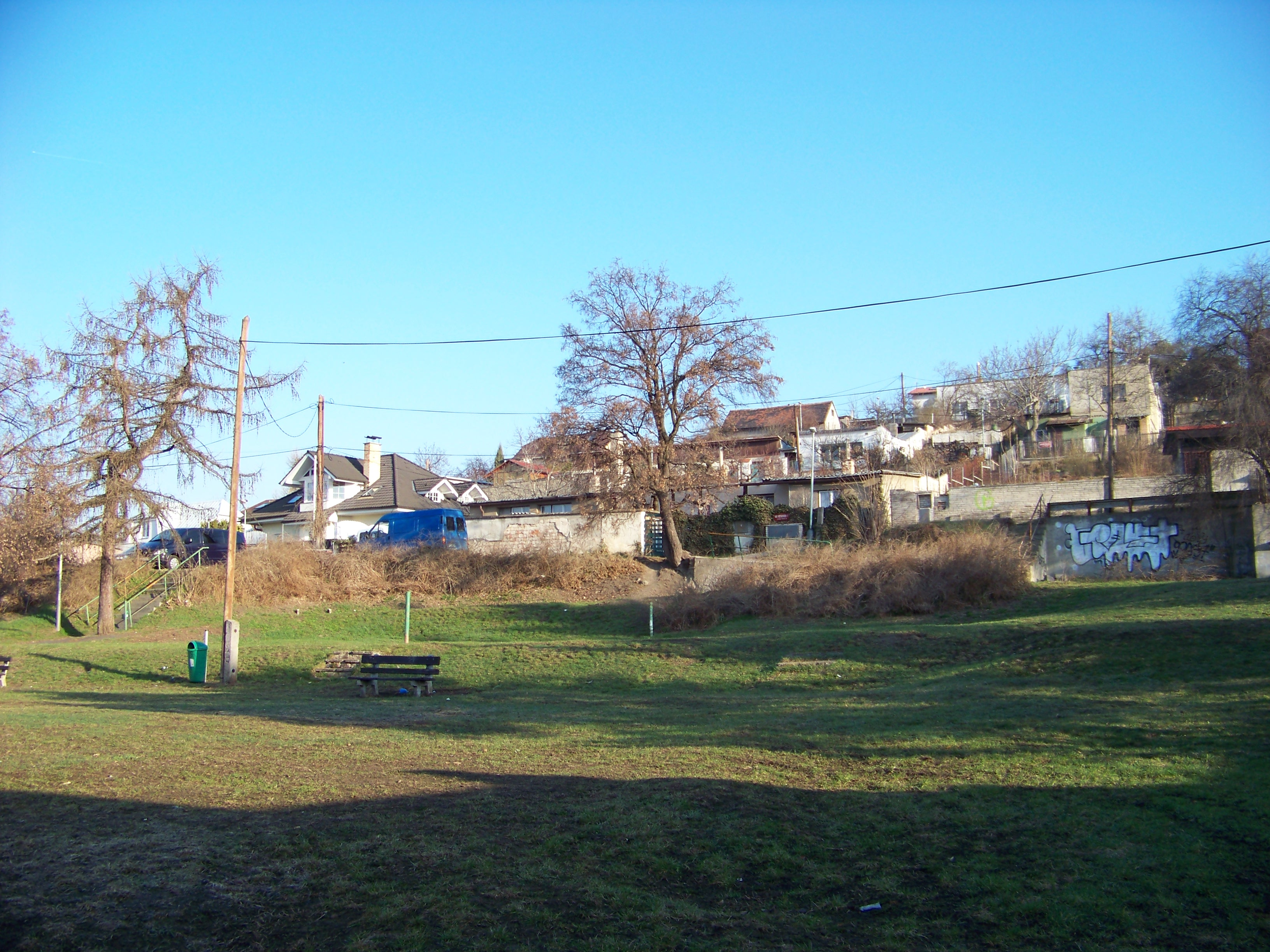
Nouzová kolonie Nad Kotlaskou
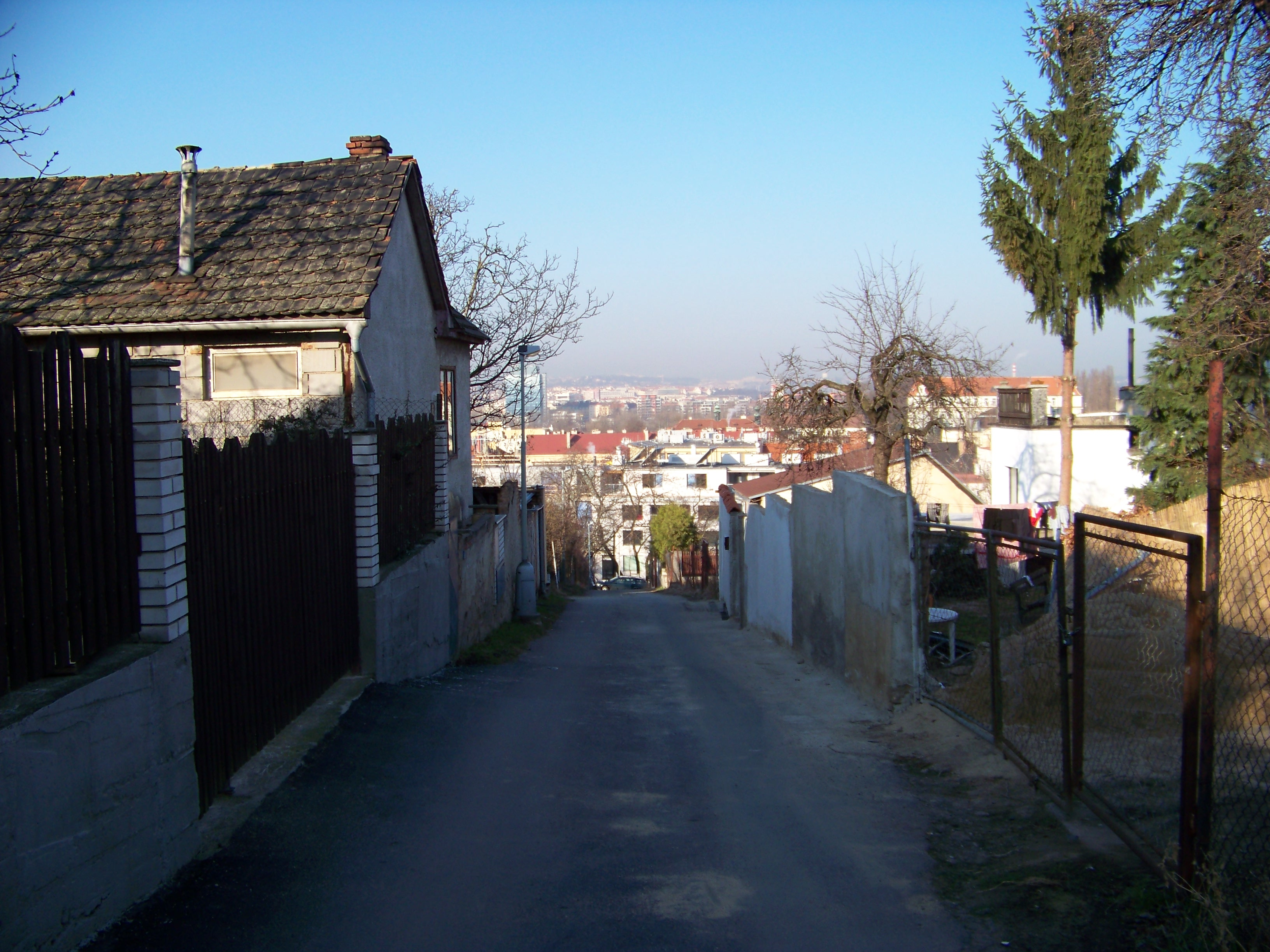
Nouzová kolonie Na Hájku
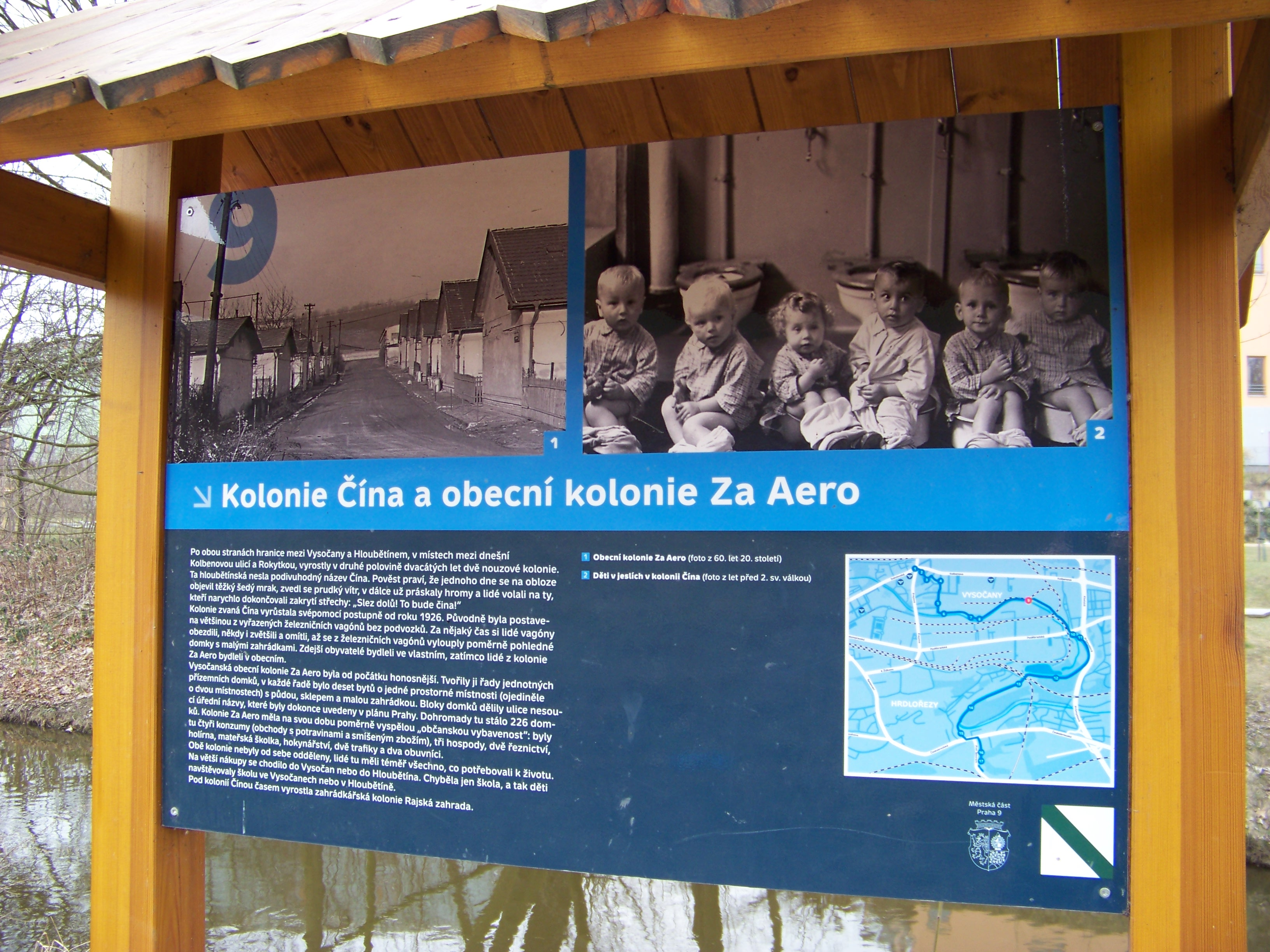
Naučná tabule o bývalých koloniích Čína a Za Aero
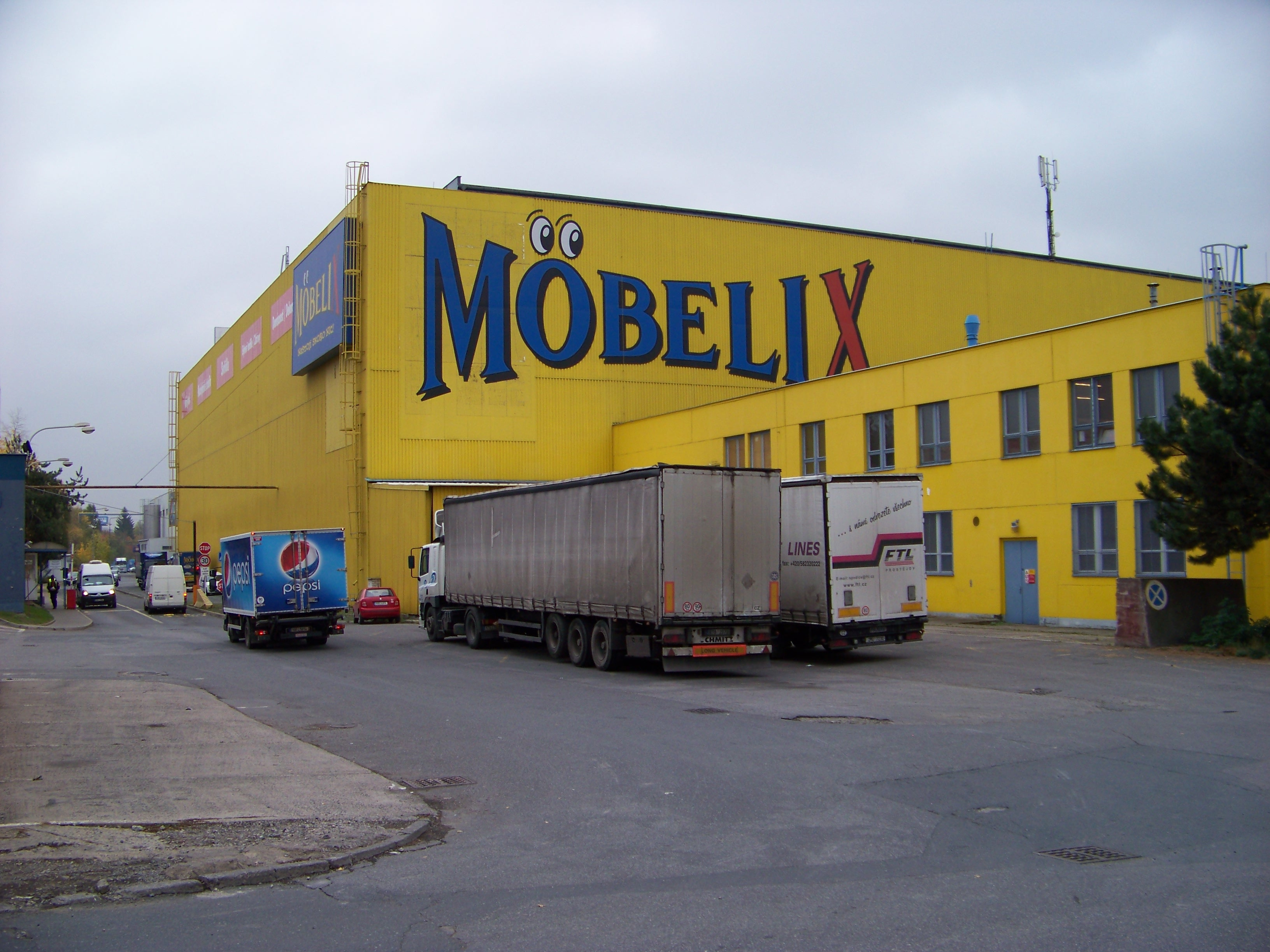
V místech bývalé kolonie Aero je dnes prodejna nábytku
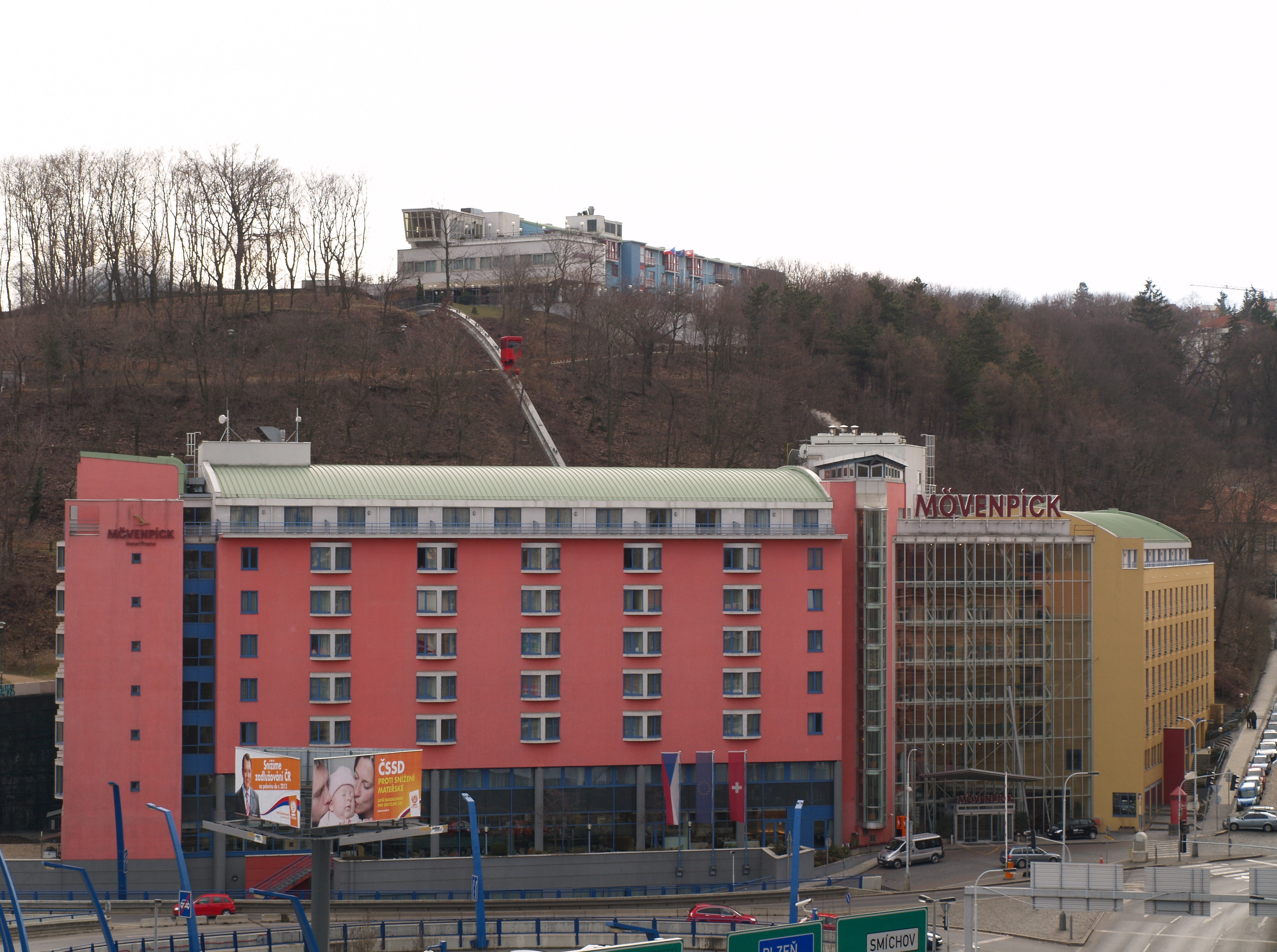
Na tomto úbočí svahu Mrázovka stála nouzová kolonie
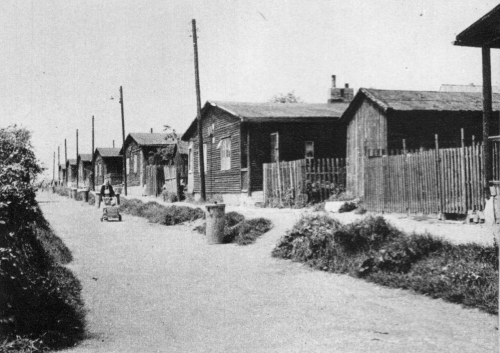
Bývalá nouzová kolonie Arizona
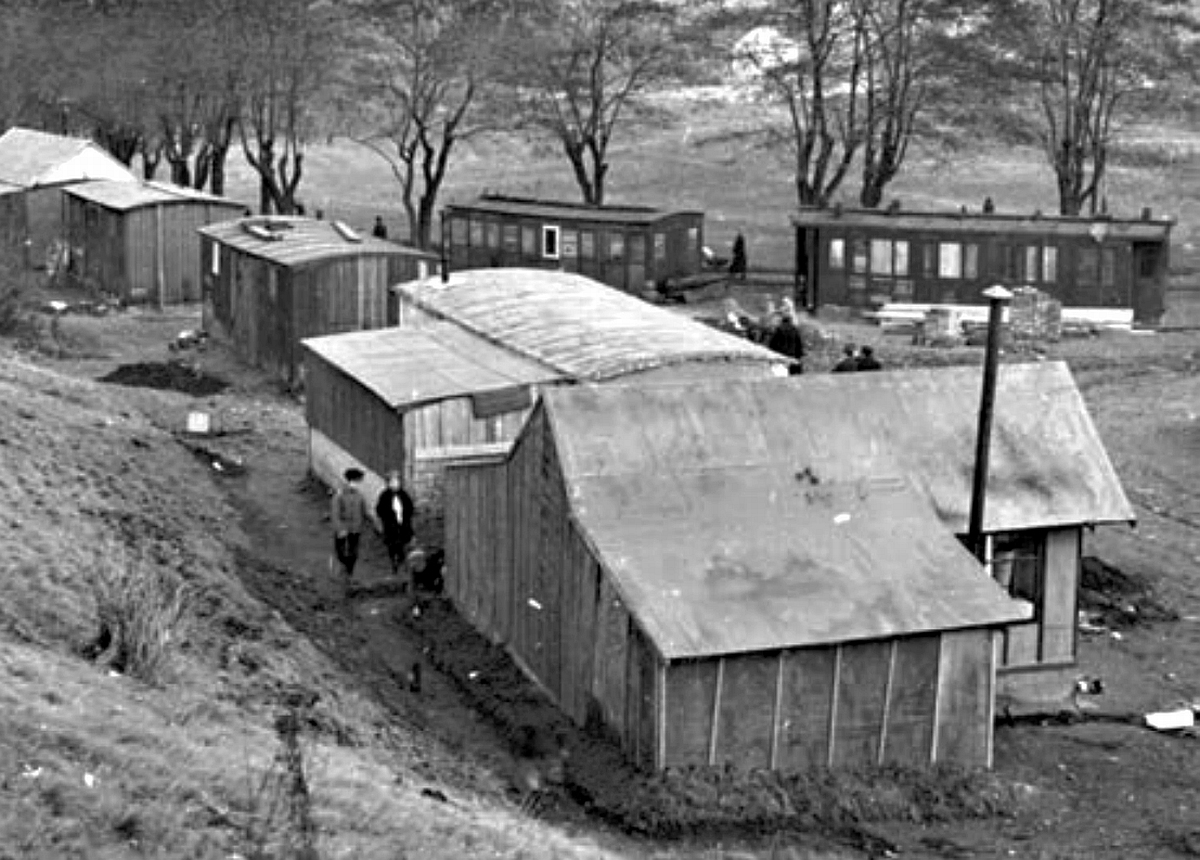
Bývalá nouzová kolonie Hliník
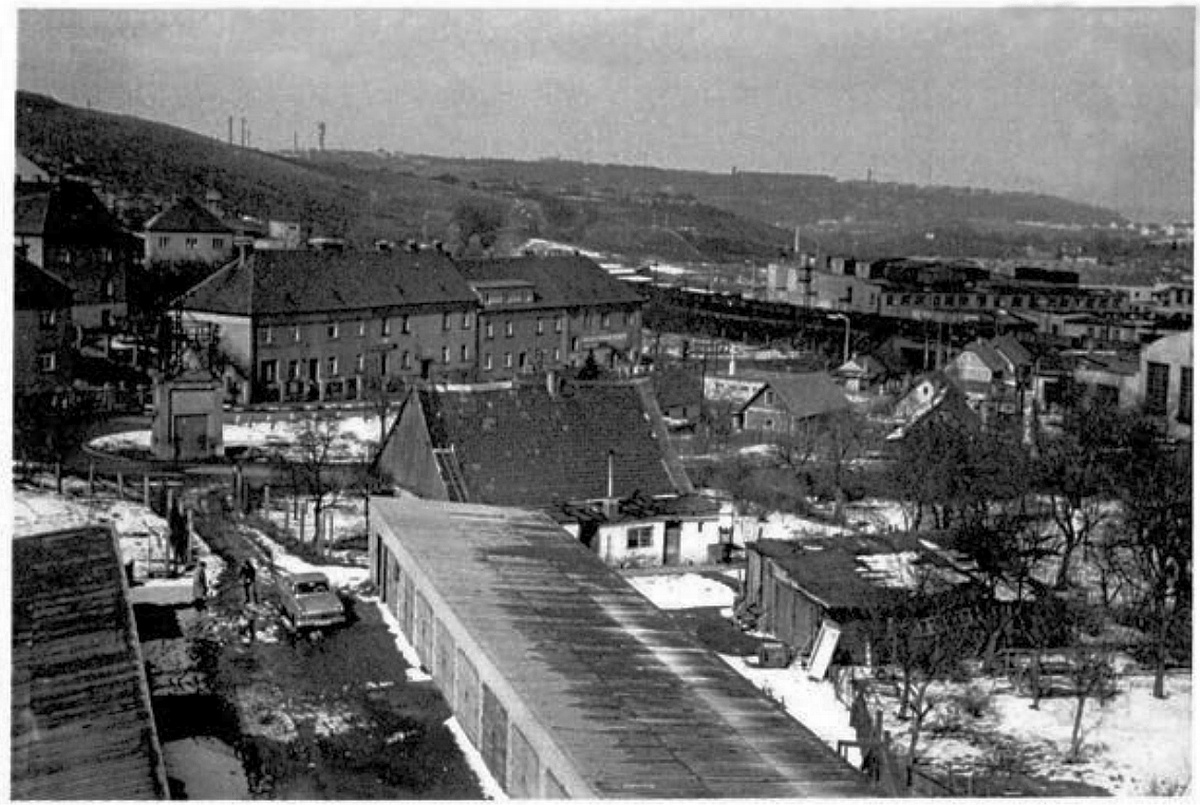
Bývalá nouzová kolonie U Tresorie
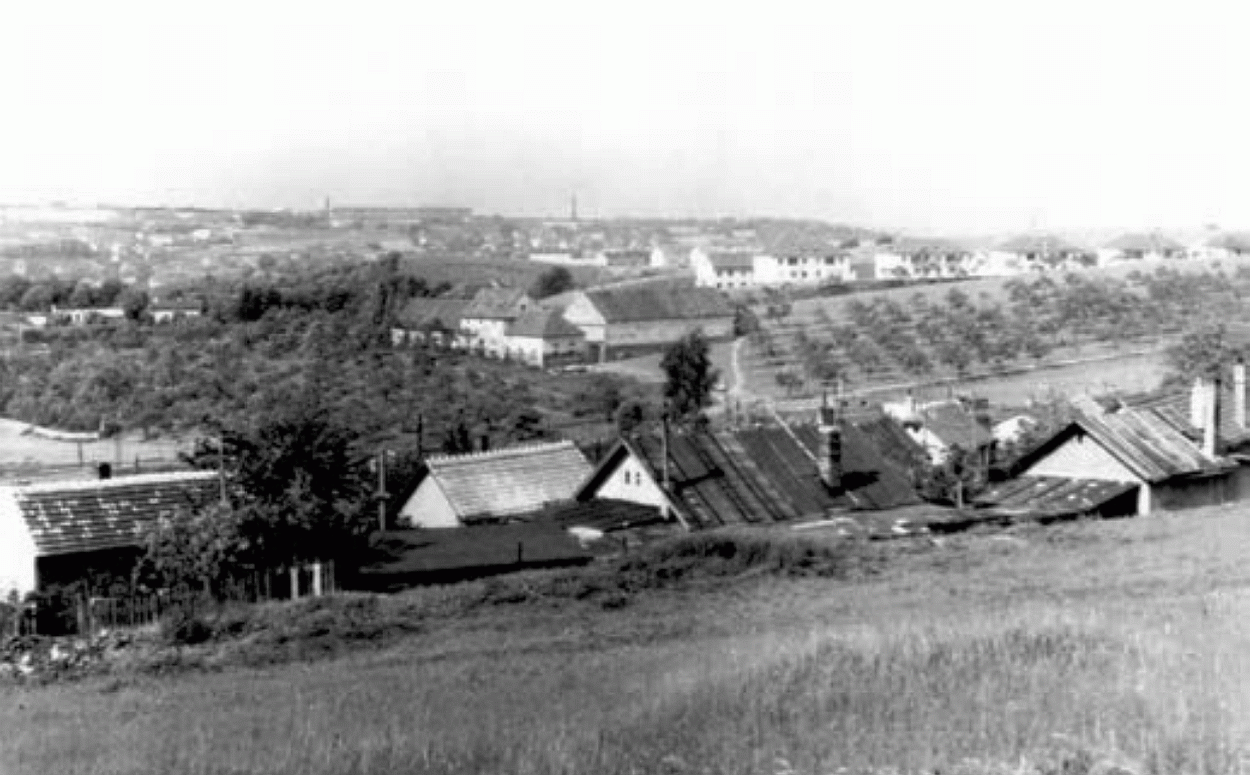
Bývalá nouzová kolonie U Bulovky